# Randy Bernsen

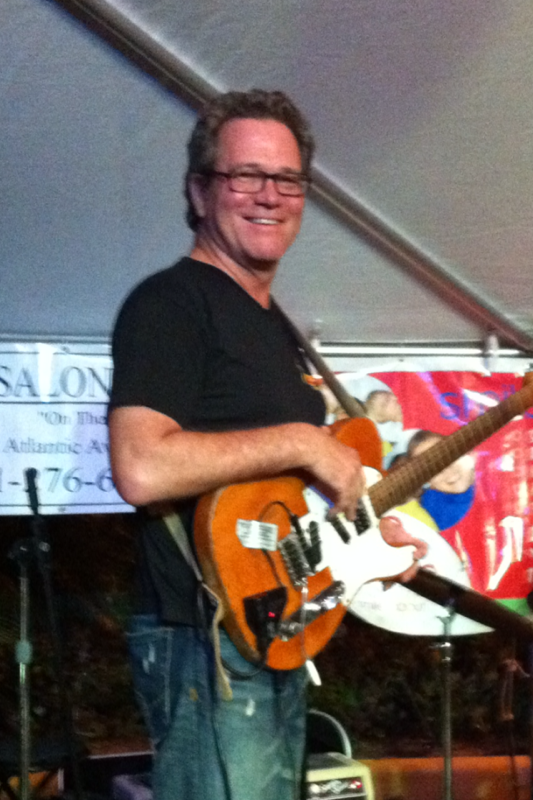
Randy Bernsen

Randy Bernsen  (* 15. Juli 1954 in Needham (Massachusetts)) ist ein amerikanischer Gitarrist und Komponist der Jazz- und Fusionmusik.

## Werdegang
Bernsen wuchs in Florida auf; er besuchte die High School in Plantation und war in den Clubs von Südflorida ab dem 17. Lebensjahr aktiv. Er studierte an der University of Miami. Mitte der 1970er Jahre gehörte er zum Peter Graves Orchestra, das im Bachelors III mit Jaco Pastorius spielte. 1977 gehörte er zu Blood, Sweat & Tears. An Bernsens Debütalbum Music for People, Planets & Washing Machines (1986) waren zahlreiche Größen des Fusionjazz wie Urszula Dudziak, Bob James, Herbie Hancock, Jaco Pastorius und Peter Erskine beteiligt. Nach guten Kritiken gelang es Bernsen, für das Folgealbum Mo‘ Wasabi Wayne Shorter und Michael Brecker, Marcus Miller, Steve Gadd und Toots Thielemans zu verpflichten.
Bernsen tourte seit den 1990er Jahren mit eigenen Gruppen von Fort Lauderdale aus; gelegentlich war er für Konzertreisen in Südostasien und in Mexiko. 1992 war er an Joe Zawinuls Album Lost Tribes beteiligt; mit dem Peter Graves Orchestra spielte er 2003 den Pastorius-Tribut Word of Mouth Revisited ein, dem 2006 The World is Out folgte. Tom Lord verzeichnet 42 Einspielungen Bernsens zwischen 1979 und 2006. Er ist auch auf Alben von Silvano Monasterios und Jürgen Attig zu hören.

## Diskographische Hinweise
- Music for People, Planets & Washing Machines (Zebra 1986, mit Michael Urbaniak, Herbie Hancock, Jaco Pastorius, Ray Peterson, Peter Erskine, Bob James, Bobby Thomas Jr., Urszula Dudziak, Othello Molineaux u. a.)
- Mo‘ Wasabi (Zebra 1987)
- Paradise Citizens (Zebra 1988)
- Calling Me Back Home (101 South Records 1992)
- Live in San Miguel de Allande (2001, mit Nicole Yarling, Richard Brookens, Javier Carrion, Archie Pena)
- Grace Notes (2015, mit Steve Tavaglione, Scott Kinsey, Mac Chew, Colin James, Jimmy Haslip, Russell Ferrante, Peter Erskine, Gary Novak, Virgil Donati, Luis Conte, Archie Pena, Julius Pastorius)[2]